# Голашки манастир
Голашки манастир „Свети Мина“ (на гръцки: Ιερά Μονή Αγίου Μηνά Περιχώρας) е женски манастир в Егейска Македония, Гърция. Манастирът е под ведомството на Зъхненската и Неврокопска епархия.
Манастирът е разположен в югоизточното подножие на планината Сминица (Меникио), на около 1 километър северозападно от село Голак, днес Перихора, на територията на дем Просечен. Според преброяването от 2001 година има 5 жители.
Днешният католикон е построен в 1974 година, заменяйки старата църква от 1959 година. Официално манастирът е признат в 1976 година. Освен католикон, манастирът има две общежития, килии и други допълнителни помещения.